# (352214) Szczecin
(352214) Szczecin – planetoida pasa głównego. Obiekt ten został zaobserwowany już w 2003 roku i otrzymał oznaczenie 2003 YV18.

## Odkrycie
(352214) Szczecin to druga planetoida odnaleziona przez uczniów XIII LO w Szczecinie 2 października 2007 roku pracujących pod kierunkiem Tomasza Skowrona, nauczyciela fizyki. Krzysztof Będkowski, Tomasz Niedźwiedź i Adam Dziedzic zaobserwowali planetoidę w ramach Międzynarodowej Kampanii Poszukiwania Asteroid (International Asteroid Search Campaign), w której szkoła bierze udział. Uczniowie analizują otrzymane zdjęcia fragmentów nieba, na których przy pomocy specjalnego oprogramowania poszukują obiektów poruszających się na tle gwiazd. Planetoida otrzymała oznaczenie tymczasowe 2007 TY4.
(352214) Szczecin okrąża Słońce w ciągu 4 lat i 113 dni w średniej odległości 2,65 j.a.